# Чилійське диво
«Чилійське диво» — термін, використаний економістом Мілтоном Фрідманом для опису переорієнтації чилійської економіки у 1980-х роках і наслідків економічної політики, використовуваної великою групою чилійських економістів, які разом стали відомими як «Чиказькі хлопці», навчаючись у Чиказькому університеті, де викладав Фрідман. Він зазначав, що «чилійська економіка розвивалася дуже добре, але що важливіше те, що врешті-решт центральний уряд, військову хунту, було замінено демократичним суспільством. Отже, справді важливою річчю в чилійському бізнесі є те, що вільні ринки справді зробили свій шлях у створенні вільного суспільства».  Хунта, про яку згадує Фрідман, була військовим урядом, який прийшов до влади в результаті державного перевороту 1973 року, який закінчився в 1990 році після того, як демократичний плебісцит 1988 року усунув Аугусто Піночета з поста президента.
Економічні реформи, здійснені «Чиказькими хлопцями», мали три головні цілі: економічна лібералізація, приватизація державних компаній і стабілізація інфляції . Перші реформи проводилися в три раунди – 1974–1983, 1985 та 1990 рр. Реформи були продовжені та зміцнені після 1990 р. пост-Піночетівським центристським урядом Християнських демократів Патрісіо Ейлвіна.  Однак лівоцентристський уряд Едуардо Фрей Руїс-Таґле також взяв на себе зобов’язання скоротити бідність. У 1988 році 48% чилійців жили за межею бідності. До 2000 року цей показник знизився до 20%. У звіті Світового банку 2004 року 60% скорочення бідності в Чилі в 1990-х роках пояснюється економічним зростанням, а решту пояснюється урядовими програмами, спрямованими на подолання бідності.
Ернан Бучі, міністр фінансів за часів Піночета з 1985 по 1989 рік, написав книгу, в якій детально описав процес впровадження економічних реформ під час свого перебування на посаді. Наступні уряди продовжили цю політику. У 2002 році Чилі підписала угоду про асоціацію з Європейським Союзом (що включає вільну торгівлю, політичні та культурні угоди), у 2003 році — широку угоду про вільну торгівлю зі Сполученими Штатами, а в 2004 році — з Південною Кореєю, очікуючи на бум імпорту та експорту місцевої продукції і перетворення на регіональний торговельний центр. Продовжуючи коаліційну стратегію вільної торгівлі, у серпні 2006 року президент Бачелет оприлюднила угоду про вільну торгівлю з Китайською Народною Республікою (підписану за попередньої адміністрації Рікардо Лагоса), першу китайську угоду про вільну торгівлю з латиноамериканською країною; аналогічні угоди з Японією та Індією були оприлюднені в серпні 2007 року. У 2010 році Чилі стала першою країною Південної Америки, яка отримала членство в Організації економічного співробітництва та розвитку — організації, до якої входять лише найбагатші країни світу.
Деякі економісти (наприклад, лауреат Нобелівської премії Амартія Сен) стверджували, що досвід Чилі в цей період свідчить про крах економічного лібералізму, запропонованого такими мислителями, як Фрідман, стверджуючи, що з 1975 по 1982 рік (під час так званого «чистого монетаристського експерименту») було незначне чисте економічне зростання. Після катастрофічної банківської кризи 1982 року держава контролювала більшу частину економіки, ніж це було за попереднього соціалістичного уряду, і стійке економічне зростання відбулося лише після пізніших реформ, які приватизували економіку, тоді як соціальні показники залишалися незадовільними.  Диктатура Піночета уможливила непопулярну економічну переорієнтацію, придушивши опозицію до неї. Ці репресії включали вбивства, організовані в рамках операції «Кондор» , масові систематизовані тортури, заслання та міжнародне полювання на дисидентів. Загалом задокументовано 40 018 жертв, у тому числі 3 065 убитих.  Замість тріумфу вільного ринку, економіст ОЕСР Хав’єр Сантісо описав цю переорієнтацію як «поєднання неоліберальних швів і інтервенціоністських ліків». 

## Реформи
Перші реформи проводилися в три етапи: 1974–1983, 1985 і 1990 роки. Уряд вітав іноземні інвестиції та ліквідував протекціоністські торговельні бар’єри, що змусило чилійський бізнес конкурувати з імпортом на рівних, або ж припинити діяльність. Основна мідна компанія Codelco залишилася в руках уряду через націоналізацію міді, завершену Сальвадором Альєнде , однак приватним компаніям було дозволено досліджувати та розробляти нові шахти.
Міністр фінансів Серхіо де Кастро, відійшовши від підтримки вільно плаваючих обмінних курсів Фрідманом, ухвалив рішення про прив’язаний обмінний курс у 39 песо за долар у червні 1979 року, обґрунтовуючи придушення нестримної інфляції в Чилі. Однак у результаті виникла серйозна проблема торговельного балансу, що змусило Мілтона Фрідмана критикувати Де Кастро та фіксований обмінний курс у його Мемуарах («Розділ 24: Чилі», 1998).  Оскільки інфляція в чилійському песо продовжувала випереджати інфляцію в доларах США, щороку купівельна спроможність Чилі щодо іноземних товарів зростала. Коли бульбашка нарешті лопнула наприкінці 1982 року, Чилі скотилася в серйозну рецесію, яка тривала понад два роки.
Ця глибока економічна рецесія 1982–1983 років була другою в Чилі за вісім років. (У 1975 році, коли ВВП впав на 13 відсотків, промислове виробництво впало на 27 відсотків, а безробіття зросло до 20 відсотків). Крім того, інфляція сягнула 375 відсотків у 1974 році — найвищого рівня у світі та майже вдвічі вище найвищого рівня за часів Альєнде.  Під час рецесії 1982–1983 рр. реальний економічний випуск знизився на 19%, причому більша частина відновлення та наступного зростання відбулася після відходу Піночета з посади, коли ринкова економічна політика була додатково посилена. 
Починаючи з 1985 року, коли Ернан Бюкі став міністром фінансів, фокус економічної політики змістився в бік фінансової платоспроможності та економічного зростання. Експорт стрімко зростав, а безробіття знизилося, однак бідність все ще була серйозною проблемою: у 1987 році 45 відсотків населення Чилі було за межею бідності. Бучі написав про свій досвід у цей період у своїй книзі La transformación económica de Chile: el modelo del progreso. У 1990 році новообраний уряд Патрісіо Ейлвіна розпочав програму «зростання за рахунок справедливості», наголошуючи як на продовженні економічної лібералізації, так і на скороченні бідності. Між 1990 і 2000 роками бідність скоротилася з 40 відсотків населення до 20 відсотків. 60 відсотків цього скорочення можна віднести до зростання ВВП, а решта 40 відсотків – до соціальної політики.

## Угоди про вільну торгівлю
Чилійські уряди, які змінювали один одного, активно намагалися укладати угоди про лібералізацію торгівлі. Процес почався в 1970-х роках, коли Піночет знизив тарифи на імпорт до 10%. До цього Чилі була однією з найбільш протекціоністських економік у світі, займаючи 71 місце з 72 у щорічному звіті Інституту Катона та Інституту Фрейзера за 1975 рік .  Протягом 1990-х років Чилі підписала угоди про вільну торгівлю (ЗВТ) з Канадою, Мексикою та Центральною Америкою. Чилі також уклала угоди про преференційну торгівлю з Венесуелою, Колумбією та Еквадором. Угода про асоціацію з МЕРКОСУР — Аргентиною, Бразилією, Парагваєм і Уругваєм — набула чинності в жовтні 1996 року. Продовжуючи свою експортно-орієнтовану стратегію розвитку, Чилі завершила у 2002 році знакові угоди про вільну торгівлю з Європейським Союзом і Південною Кореєю. Чилі, як член Азіатсько-Тихоокеанського економічного співробітництва (АТЕС), прагне посилити комерційні зв'язки з азіатськими ринками. З цією метою в останні роки вона підписала торгові угоди з Новою Зеландією, Сінгапуром, Брунеєм, Індією, Китаєм і нещодавно з Японією. У 2007 році Чилі провела торгові переговори з Австралією, Таїландом, Малайзією та Китаєм. У 2008 році Чилі сподівається укласти ЗВТ з Австралією та завершити розширену угоду (що охоплює торгівлю послугами та інвестиції) з Китаєм. P4 (Чилі, Сінгапур, Нова Зеландія та Бруней) також планують розширити зв’язки, додавши до існуючої угоди P4 розділ про фінанси та інвестиції. Торговельні переговори Чилі з Малайзією і Таїландом також планується продовжити в 2008 році.